# Rodney Sneijder
Rodney Sneijder (Utrecht, 31 de marzo de 1991) es un futbolista neerlandés que se desempeña como mediocampista; juega actualmente en el FC Utrecht de la Eredivisie. Es  hermano menor de los exfutbolistas Wesley Sneijder y Jeffrey Sneijder.

## Carrera

### Ajax
Se unió al famoso Jong Ajax la categoría inmediatamente inferior al Ajax, en 2000 anotó cuatro goles en un 7-1 de un equipo juvenil de Ajax contra el equipo juvenil, DOS Elinkwijk. En mayo de 2008, se informó que Wesley Sneijder había impedido que su hermano menor realice una transferencia en el mercado de verano al club que jugaba en ese momento Wesley,  Real Madrid. Wesley Sneijder dijo «es aún muy joven y debe seguir creciendo en el equipo juvenil del Ajax». Fue subido a la primera con 19 años de edad en enero de 2011 y un mes más tarde firmó un contrato profesional con el club para prolongar su estadía en Ámsterdam hasta por lo menos 2013.

### Utrecht
En Rodney había varios clubes interesados, durante la ventana de transferencia de verano del 2011, pero optó por fichar por el club de su ciudad FC Utrecht en un préstamo de una temporada. Hizo su debut en la liga el 27 de agosto de 2011, marcando en la victoria por 3-1 sobre el Roda JC.  Sneijder anotó su segundo gol en el Utrecht, en una victoria por 3-0 contra RKC Waalwijk el 1 de octubre, abriendo el marcador a los 16 minutos con un tiro libre.  El tercer gol de Sneijder para el club se produjo poco después, anotó un maravilloso tiro de 30 yardas, el 22 de octubre contra SC Heerenveen, pero resultó ser un consuelo para el Utrecht puesto que cayó 4-1.  Sneijder hizo su 20.ª y última aparición para el club en el último partido de la temporada 2011-2012, en una victoria por 3-1 sobre el Roda JC, y el centrocampista fue sustituido en el minuto 85 por Gevero Markiet.

### RKC Waalwijk
El 9 de julio el 2012 se anunció que Rodney Sneijder había aceptado un contrato de dos años con el club de Waalwijk.  Sneijder firmó un contrato de dos años con el Brabante Septentrional club, que dura hasta junio de 2014.  En su debut como titular con RKC, Sneijder anotó dos goles para ayudar a su nuevo equipo a una victoria por 3-2 sobre el club neerlandés PSV Eindhoven el 12 de agosto.